# Jacques Doré
Pour les articles homonymes, voir Doré.
Jacques Doré, né le 8 novembre 1861 à Anvers, et mort à Halle, Zoersel, le 22 novembre 1929, est un peintre et affichiste belge.
Son champ pictural couvre les paysages et les portraits.

## Biographie

### Famille
Jacques Doré, né le 8 novembre 1861 à Anvers, est le fils de Jacques Pierre Martin Hyacinthe Doré (1825-1876), musicien et tailleur de diamants et d'Anne Thérèse Smekens (1830-1879), tous deux nés à Anvers, où ils se sont mariés 17 septembre 1850. Il n'a pas de lien de parenté avec l'illustrateur français Gustave Doré.

### Formation
Jacques Doré étudie le dessin et la peinture à l'Académie royale des beaux-arts d'Anvers et réside, à partir de 1882, dans la cité artistique rue du Régent, où il s'intègre à la « bohême anversoise »,.

### Carrière

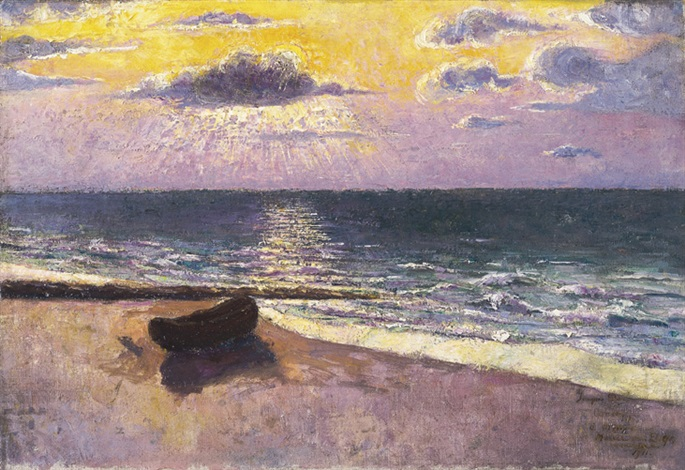
Coucher de soleil au Congo.

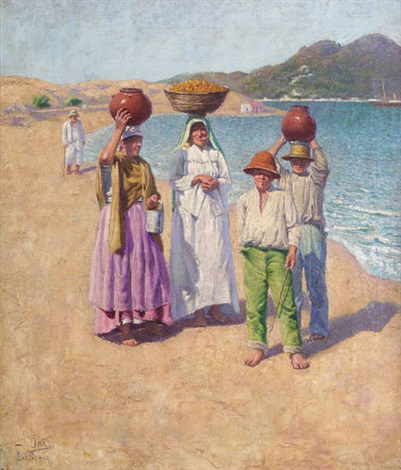
Las Palmas.

Pour la première fois de sa carrière, Jacques Doré expose au Salon de Bruxelles de 1884. De 1890 à 1912, il participe à au moins six expositions du cercle artistique anversois Arte et Labore. Le roi Léopold II lui achète La Caravane près de Stanleyville.
En 1891, le Syndicat commercial du Katanga recrute une vingtaine d'agents européens afin d'installer le libre commerce dans plusieurs régions du Congo belge. Jacques Doré fait partie de la mission dirigée par Arthur Hodister. Le peintre arrive à Matadi avant de gagner Léopoldville, le 31 janvier 1892, puis Umangi le 15 mars suivant. Arthur Hodister et dix de ses compagnons tombent entre les mains d'esclavagistes arabes qui les tuent. Jacques Doré et deux compagnons réussissent à prendre la fuite et arrive, seul valide, aux Stanley Falls le 30 mai 1892. Atteint par une hépatite, il gagne Léopoldville et revient à Anvers le 15 septembre 1892.
Afin de rétablir sa santé, Jacques Doré se rend auprès de son ami le peintre Francis Nys. Les deux compagnons se rendent aux Îles Canaries durant le six premiers mois de l'année 1893. Ensuite, s'inspirant notamment des croquis et esquisses rapportés d'Afrique, il poursuit sa carrière artistique et expose à trois manifestations triennales belges : au Salon de Bruxelles de 1893 : Soir pendant les pluies sur le Lualaba au Congo,, au Salon de Gand de 1895, il envoie Derniers rayons du soleil, puis il participe au Salon d'Anvers de 1901.
Jacques Doré, célibataire, à l'âge de 68 ans, le 22 novembre 1929 à Halle, où il s'était retiré depuis deux mois.

## Œuvre

### Caractéristiques
Son champ pictural couvre les paysages et les portraits. Sa facture réaliste est proche du luminisme. Ses lieux artistiques de prédilection sont la Campine et les pays qu'il a visités. Lors de l'exposition de 1894 au cercle Arte et Labore, Jacques Doré est jugé comme le peintre le plus personnel du salon et comme un artiste de mérite qui a retiré les plus grands fruits de ses voyages en Afrique, rendant avec exactitude et avec sentiment la couleur et la lumière de ces régions,.
Jacques Doré est également l'auteur de plusieurs affiches, dont la plus célèbre est Théâtre de la Scala: Anvers! Tout le monde descend créée en 1891.

### Galerie

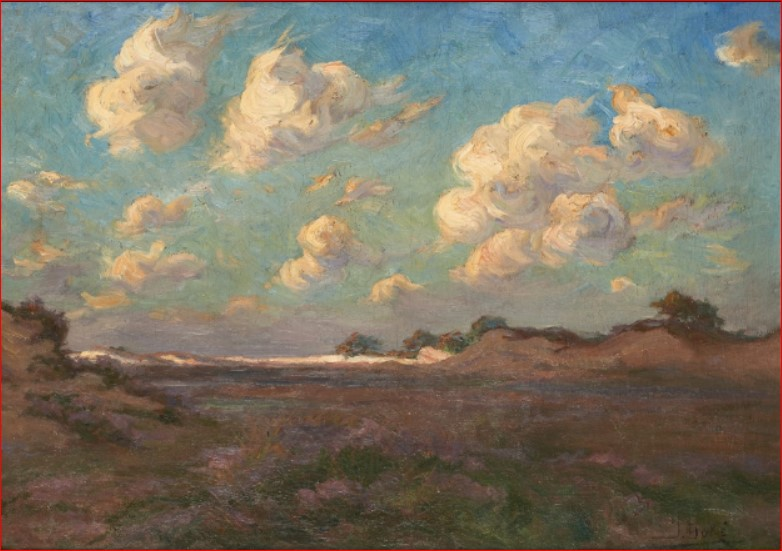
Coucher de soleil sur les dunes.
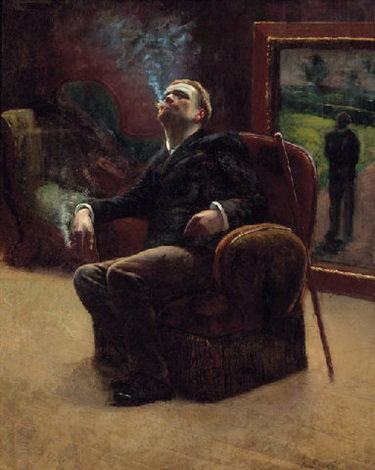
Le Fumeur.
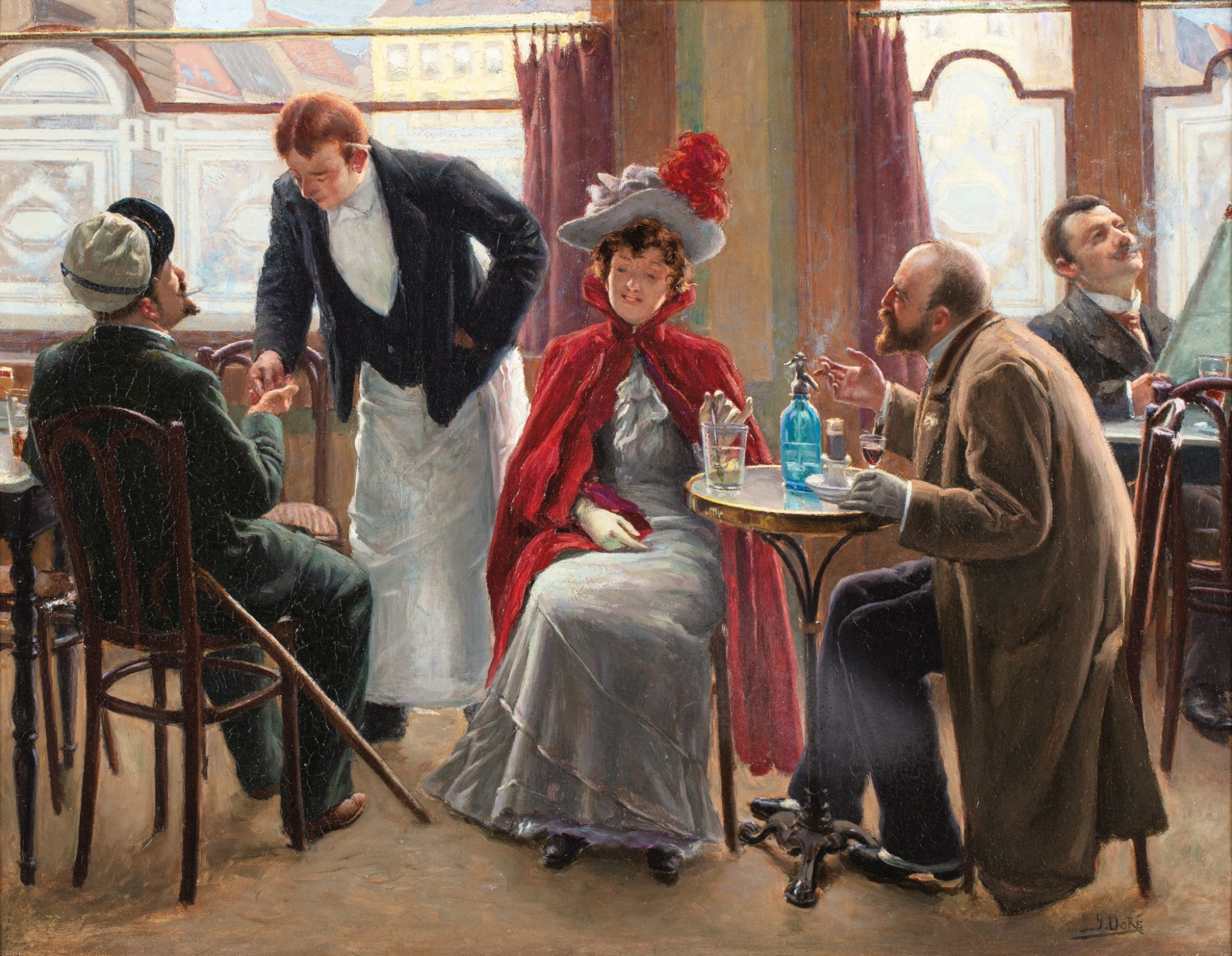
À l'estaminet.
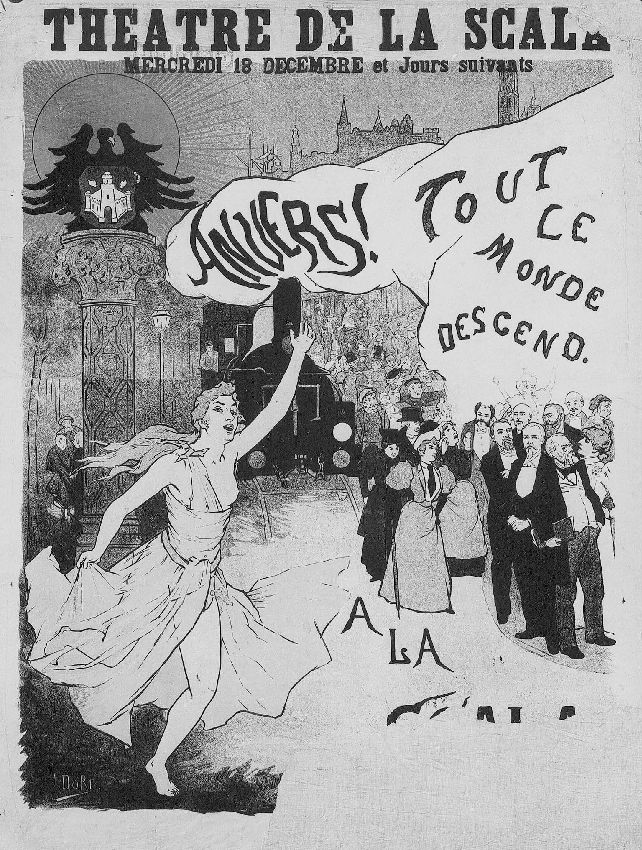
Affiche pour le Théâtre de la Scala à Anvers (1891).

### Biographie
- J. M. Jadot, « Jacques Doré », dans Institut royal colonial belge, Biographie coloniale belge, Bruxelles, 1952 (lire en ligne), p. 252-254.